# Tanzania
Tanzania, oficial Republica Unită a Tanzaniei, este o țară în estul Africii care este mărginită de Kenya și Uganda în nord, Ruanda, Burundi și Republica Democrată Congo în vest și Zambia, Malawi și Mozambic în sud. În partea de est este mărginită de Oceanul Indian.
Denumirea țării provine de la combinația dintre Tanganika, care este teritoriul principal, și Zanzibar, țărmul arhipelagului. Cele două foste colonii britanice unite în 1964, au format Republica Unită Tanganika, și a Zanzibarului, care în același an a fost redenumită Republica Unită a Tanzaniei. În 1996 oficialitățile guvernamentale au fost transferate din Dar es Salaam la Dodoma, care a devenit astfel capitala politică a țării. Însă, Dar es Salaam rămâne principalul centru comercial.

## Geografie

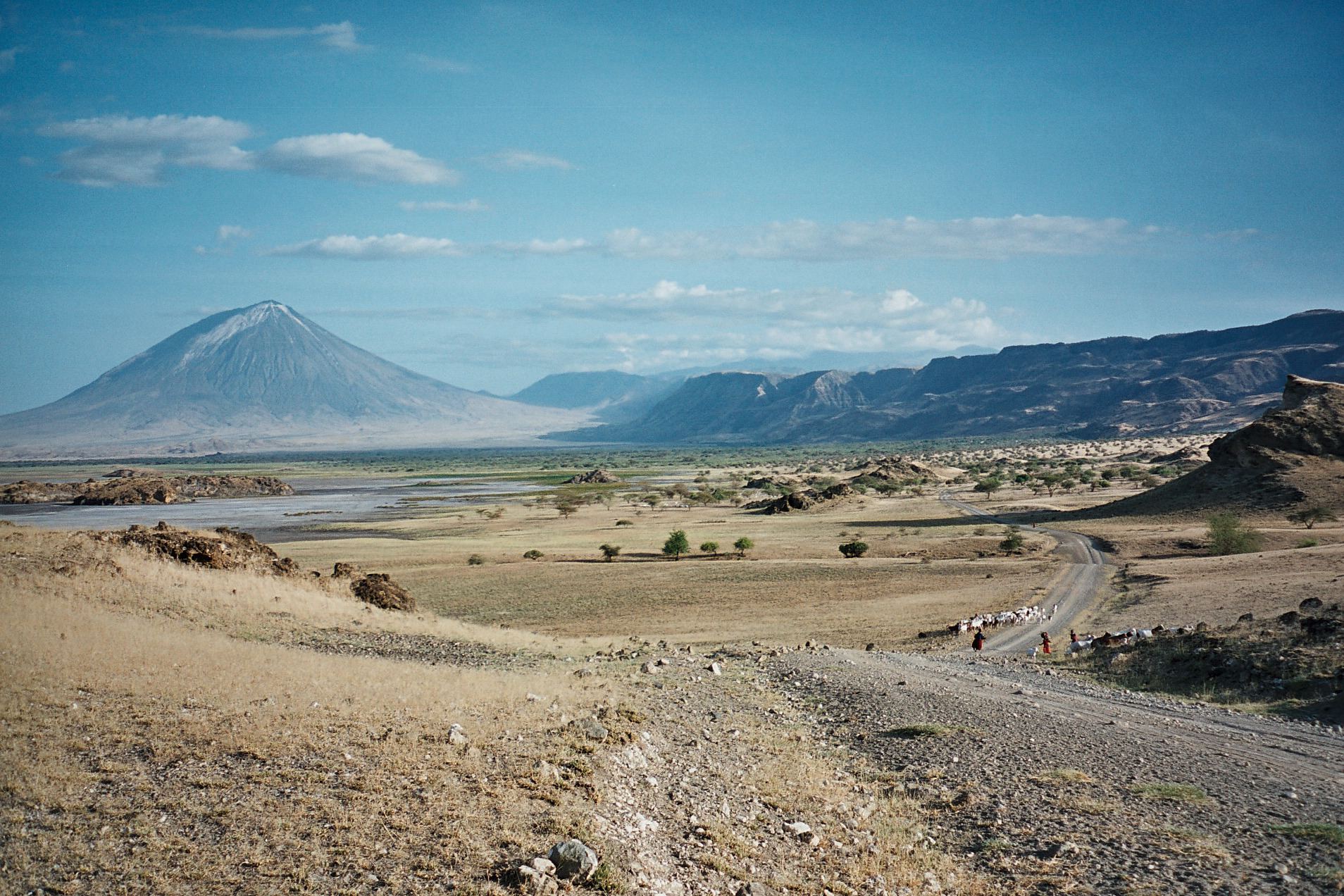
Peisaj în Tanzania de nord

Harta Tanzaniei

Având 945,087 km², Tanzania este a treizeci și una țară din lume ca întindere (următoarea după Egipt), fiind ca suprafață de 4 ori mai mare decât România . Tanzania este comparabilă ca mărime cu Nigeria. Relieful Tanzaniei este muntos în nord-est, acolo unde este situat Muntele Kilimanjaro, cel mai înalt vârf din Africa. La nord și vest se găsesc Marile Lacuri și Lacul Victoria (cel mai mare lac din Africa) și Lacul Tanganyika (cel mai adânc lac din Africa, cunoscut pentru speciile unice de pește). Centrul Tanzaniei cuprinde un larg platou cu câmpii și teren arabil. Tanzania conține multe parcuri întinse și importante din punct de vedere ecologic, cu fauna sălbatică, incluzând faimosul Parc Național Ngorongoro Crater, Serengeti în nord, și Parcul Național Mikiumi și Selous Game Reserve în sud. Parcul Național Gombe, situat în vest este cunoscut ca locul unde Dr. Jane Goodall studiază comportamentul cimpanzeilor.
Guvernul Tanzaniei găsește că departamentul de turism s-a angajat într-o campanie de promovare a cascadelor Kalambo din sud-estul Tanzaniei regiunea Rukwua ca una dintre principalele destinații ale Tanzaniei pentru numeroșii turiști. Cascadele Kalambo sunt pe locul doi ca înălțime în Africa și sunt localizate lângă Lacul Tanganyika.
Tanzania este situată la sud de Ecuator, pe coasta Oceanului Indian. Marea zonă din interior este dominată de platouri extinse, situate la o altitudine medie de 1500 m, care coboară gradual spre coastă. Aceste platouri sunt tăiate de o falie uluitoare, vece de 18 milioane de ani - Valea Marelui Rift, de la Marea Roșie până în Mozambic.Uriașele forțe tectonice care au despicat scoarța Pământului sunt încă active. Zona faliei ajunge în Tanzania în sud, prin Lacul Nyasa, de unde se ramifică. Riftul Central-african continuă de-a lungul frontierei de vest a țării, în timp ce Riftul Est-african traversează centrul Tanzaniei.
În nordul Tanzaniei există imense cratere vulcanice, ca Ngorongoro, și vulcani stinși ca Muntele Meru, și „Acoperișul Africii”, Muntele Kilimanjaro.
Marele platou Unjamwezi se întinde între Riftul Central-african și Riftul Est-african, la circa 1200 m deasupra nivelului mării.

##### Baobabi și acacia-umbrelă
Platourile sunt acoperite de savane vaste, uscate, parțial cu o vegetație asemănătoare ierbii, și de pâlcuri de copaci, ca și de tufișuri țepoase, dar suculente . Acacia având coroana caracteristică sub formă de umbrelă, este marcă a savanei, alături de faimosul baobab, care s-a adaptat climatului secetos. În timpul sezonului ploios savana uscată se transformă într-un peisaj înverzit, în plină înflorire.
Pădurea uscată este situată în vestul și sudul Tanzaniei, caracterizată de un climat secetos. Ea face loc treptat densei păduri tropicale umede de pe versanți. Coasta este acoperită de mangrove, mai ales la gurile râurilor. În afară de acestea, zona este dominată de palmieri care produc nuci de cocos și de plantații de acaju și de sisal.

## Demografie
Tanzania este împărțită în 26 de regiuni (mkoa) , 21 aflându-se pe continent și 5 în Zanzibar (3 în Unguja și 2 în Pemba). Nouăzeci și unul de districte (wilaya ), fiecare cu câte cel puțin un consiliu, au fost create pentru a spori autoritatea locală; consiliile fiind și ele cunoscute ca autorități guvernamentale locale. În prezent sunt 114 consilii ce activează în 99 de districte, 22 fiind urbane și 92 rurale. Cele 22 urbane unite sunt clasificate în consilii orășenești (Dar es Salaam si Mwanza), consilii municipale (Arusha , Dodoma, Iringa, Kilimanjaro, Mbeya; Morogoro, Shinyanga, Tabora și Tanga) și consilii citadine (cele 11 comunități rămase). Regiunile Tanzaniei sunt: Arusha • Dar es Salaam • Dodoma • Iringa • Kagera • Kigoma • Kilimanjaro • Lindi • Manyara • Mara • Mbeya • Morogoro • Mtwara • Mwanza • Pemba North • Pemba South • Pwani • Rukwa • Ruvuma • Shinyanga • Singida • Tabora • Tanga • Zanzibar Central/Sud • Zanzibar Nord • Zanzibar Urban/Vest

## Religie
Comunitatea creștină formează 62% din populația Tanzaniei, musulmanii reprezentând și ei un procent de peste 30% în teritoriul Tanzaniei. Circa 3% din populație nu sunt religioși sau sunt grupuri indigene religioase.
| Religie în Tanzania | Religie în Tanzania | Religie în Tanzania | Religie în Tanzania | Religie în Tanzania |
| ------------------- | ------------------- | ------------------- | ------------------- | ------------------- |
| religia             |                     |                     | percent             |                     |
| Creștină            | Creștină            |                     | 62%                 | 62%                 |
| Islamică            | Islamică            |                     | 35%                 | 35%                 |
| Alte culte          | Alte culte          |                     | 3%                  | 3%                  |

Populația creștină este formată în majoritate din romano-catolici, protestanți, adventiști, mormoni și martori ai lui Iehova. Pe continent, comunitățile musulmane sunt concentrate în regiunile de coastă, cu multe minorități în regiunile urbane. Între 80% și 90% din populația musulmană este Sunni, ceilalți formând câteva subgrupuri Shi'i, majoritatea din descendenți asiatici. Putem întâlni de asemenea comunități active ale altor grupuri religioase, mai ales pe continent, ca budiști, hinduși și Baha`is.

## Patrimoniu mondial UNESCO
Până în anul 2011 pe lista patrimoniului mondial UNESCO au fost incluse 7 obiective din această țară.